# Tzuluwitz
Tzuluwitz är en ort i Mexiko.   Den ligger i kommunen San Juan Cancuc och delstaten Chiapas, i den sydöstra delen av landet, 800 km öster om huvudstaden Mexico City. Tzuluwitz ligger 1 347 meter över havet och antalet invånare är 857.
Terrängen runt Tzuluwitz är kuperad åt sydost, men åt nordväst är den bergig. Terrängen runt Tzuluwitz sluttar norrut. Runt Tzuluwitz är det ganska tätbefolkat, med 75 invånare per kvadratkilometer. Närmaste större samhälle är Yoshib, 6,8 km sydväst om Tzuluwitz. I omgivningarna runt Tzuluwitz växer i huvudsak städsegrön lövskog.